# مارانخيس
بلدية مارانخيس (بالإسبانية: Maranges) هي بلدية تقع في مقاطعة جرندة التابعة لمنطقة كتالونيا شمال شرق إسبانيا.

## الديموغرافيا
بلغ عدد سكان بلدية مارانخيس 96 نسمة عام 2011 (وفقاً للمعهد الوطني الإسباني للإحصاء).
| 70 | 80 | 80 | 88 | 87 | 93 | 96 |